# Cryptotriton monzoni
Cryptotriton monzoni là một loài kỳ giông trong họ Plethodontidae, tên tiếng Anh là Monzon's Hidden Salamander.
Nó là loài đặc hữu của Guatemala.
Môi trường sống tự nhiên của chúng là vùng núi ẩm nhiệt đới và cận nhiệt đới.
Nó bị đe dọa do mất môi trường sống.